# Почтовый голубь

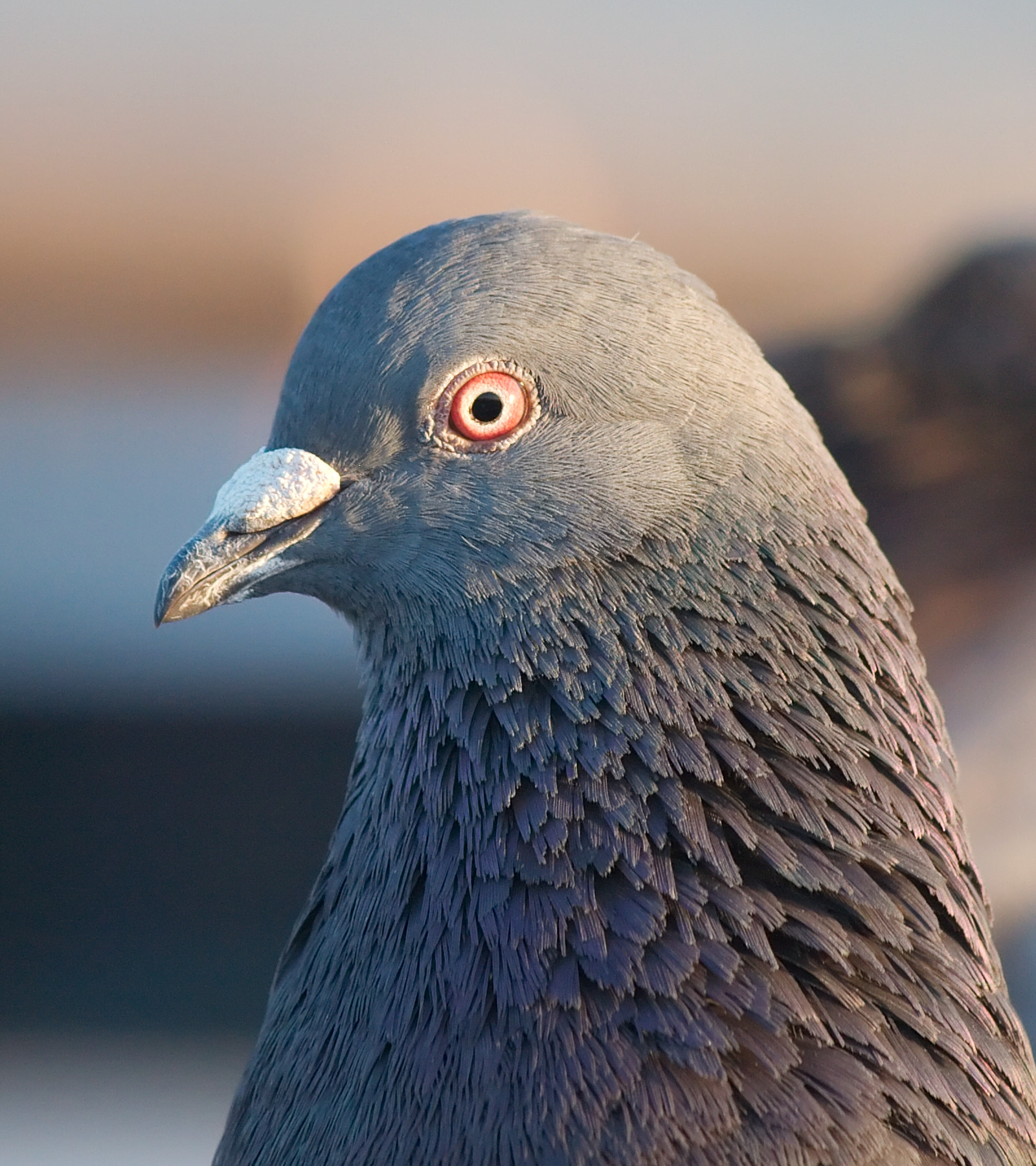
Сизый голубь, приученный отправлять почту

Почто́вые го́луби, или спорти́вные го́луби, — голуби, которые используются или использовались ранее для передачи посланий. Особой, резко очерченной породы почтовых голубей не существует, а способности, необходимые для указанной деятельности, выработаны в них постепенным подбором родичей и тщательным уходом за ними. В настоящее время термин «почтовые голуби» заменяется термином «спортивные голуби», так как теперь они используются в основном не для доставки почтовых отправлений, а на соревнованиях голубеводов.
Голубь, привыкший к месту своего постоянного жительства, будучи завезён даже на очень большое расстояние от дома, возвращается в своё гнездо при первой возможности (см. Домовство); в особенности способны к этому некоторые породы голубей.

## История голубиной почты

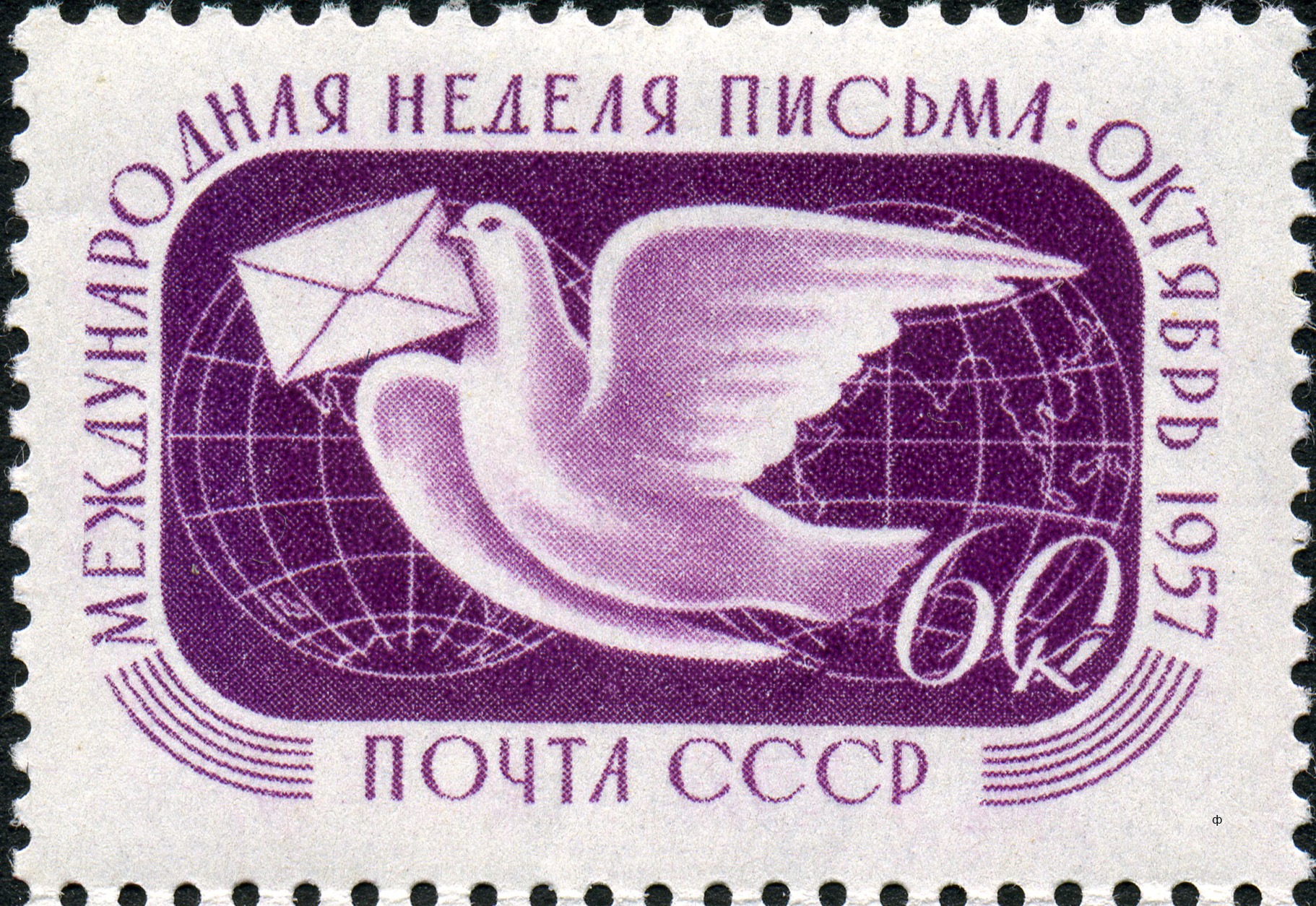
Почтовая марка СССР, 1957

## Разведение

Почтовый голубь

Голубятни заселяют голубями от 30- до 35-дневного возраста, так как ранее они с трудом едят, а более старые могут пропасть при вылете из голубятни. Голубей, зачисленных в голубятни, клеймят и заносят в книгу, где помечается № каждого, время рождения, пол, № гнезда и направление дрессировки. Клеймо накладывается на три первые пера правого крыла, а номер голубя ставится сбоку или выше клейма.
Полное своё развитие голубята получают на пятом месяце, а на шестом приступают к их спариванию. Приблизительно на 14 день после спуска голубей самка кладёт первое яйцо около полудня, а второе — на третий день между 4—6 часами вечера. Голубка обыкновенно кладёт два яйца, но случается, что молодые несут только одно, а если попадается три, то его подложила холостая голубка, которая своего гнезда не имеет. Иногда яйца бывают без скорлупы, если в голубятне нет извести и соли. Если голубка снесла только одно яйцо, то надо ей другое подложить, ибо на одном голуби нетвёрдо сидят. День, в который снесено первое яйцо, следует записывать, потому что если яйца не оплодотворены, то ко времени выхода птенцов можно отобрать их от наседки и подложить для выкормки голубёнка от другой пары.
Высиживание яиц начинается тотчас после кладки 2-го яйца; и оно производится обоими родителями поочерёдно, причём самцом от 9—10 час. утра до 3—4 пополудни, а самкой в остальное время. На третий день высиживания оплодотворённое яйцо теряет свою прозрачность и скорлупа становится бело-матовой, а потом серо-свинцовой; неоплодотворённое же яйцо сохраняет свою первоначальную прозрачность, только скорлупа делается шероховатой и при взбалтывании яйца слышится внутри всплеск жидкости. Если оба яйца окажутся болтунами или оба птенца при самом вылуплении погибнут, то надо их родителям для выкормки подложить чужих птенцов, одновременно вылупившихся в другом гнезде. В противном случае голуби, не имея возможности избавиться от накопившегося к тому времени в зобах питательного сока, могут опасно заболеть и умереть 
Голубята выходят слепыми и совершенно беспомощными, причём почтовые голуби проявляют родительскую нежность; они, подобно млекопитающим, первые дни кормят голубят желтоватой жидкостью, похожей на молоко, выделяющейся у голубки и голубя; затем к этой жидкости примешивается своего рода кашка из зёрен, и только впоследствии они кормят детей разбухшими в зобу семенами. Если дети потеряют мать, самец их докормит; потерявши же отца, они рискуют умереть с голоду. Когда голубятам минует дней 14, они покрываются густым пухом, а старики снова подготовляют себе гнёзда и садятся на яйца. Со времени появления первых перьев голуби согревают птенцов только по ночам; через две недели вовсе перестают сидеть на них.
Голуби живут парами. Выбранных самца и самку запирают на 2 или 3 дня в особый ящик, а затем, если они остаются вместе, то это послужит указанием, что парование совершилось. Паровать не следует родных по отцу, ибо оно влияет на вырождение породы. Молодых голубей хотя и надо избегать паровать ввиду того, что они плохо воспитывают свой первый приплод, но это представляет то удобство, что по отделении самцов от самок, с 1 декабря по 15 января, каждый самец отыщет свою самку и займёт прежний ящик. Отделение голубей производят с целью удержать их от приплода в то время, когда он бывает неудовлетворителен; в эти же дни полезно ограничить им пищу, а со второй половины марта начать давать столько корму, сколько могут съесть, потому что происходит кладка яиц, высиживание и выкормка птенцов.
Летом голуби выводят три раза; они выводят и зимой, если их держать в тепле. Холод для голубей не вреден, но останавливает на несколько месяцев кладку яиц, а это укрепляет их для поздних выводков.
Лучшими голубятами считаются те, которые произошли от 3- или 4-летних родичей. Плодотворность голубей уменьшается на 7-м или 8-м году, а на 11 или 12 прекращается; доживают же они до 25 лет. С целью усовершенствования гонцов надо давать выкармливать племенным голубям каждый раз одного птенца, уничтожая или подкладывая другого птенца под другую пару; от этой меры количество приплода может уменьшиться, но в общем умножение стаи пойдёт быстрее, ибо вследствие качественного превосходства процент пропажи молодых голубей при дрессировке значительно уменьшится. Отнимать птенцов следует по очереди, то большего, то меньшего, так как первый бывает голубем, а второй — голубкой, иначе количество молодых самцов не будет равняться числу самок в голубятне. Лучшим из выводов бывает весенний, а зародившиеся во время линьки родителей обыкновенно впоследствии заболевают. Больных голубей не следует держать вместе со здоровыми.
Голуби линяют ежегодно, причём все перья обновляются не более раза. Если нужно пользоваться голубями, у которых птенцы от 2 до 3 дней, то последних заменяют имеющими возраст от 6 до 10 дней, ибо таковых надо менее времени кормить.

## Кормление и содержание
На каждого голубя считают при обыкновенной даче 410 г (1 фунт), а при усиленной — 820 г корму в 8 дней; затем количество корма сообразуют с числом выкармливаемых птенцов; излишество корма развивает лень и неплодородие. Кормление должно производить регулярно, два или три раза в день, причём первую дачу рано утром, спустя около ¼ часа после восхода солнца, вторую — около 1 часу пополудни, а третью — перед сумерками. Обильная пища нужна также голубям в период сильного линяния и при больших морозах для развития внутренней теплоты.
Основной корм составляет полевой жёлтый горох, а лучше употреблять вику. Горох, имеющий зеленоватый вид, производит у голубей понос, истощающий старых до негодности к дальним путешествиям, а у молодых препятствует правильному развитию. Примеси мышиного горошка, овса и ржи не должно быть. Когда горох начинает производить вредное действие, то в корм следует прибавить смесь других зерен. К этому надо присоединить и заботу о доставлении им необходимых веществ для строения скелета и яичной скорлупы, а именно песка, извести и соли. Размножению и развитию птенцов способствует животная пища, а маслянистые вещества производят красоту перьев.
Вода для голубей летом не должна быть холодна, чтобы не простудились прилетающие из путешествий; воду следует ежедневно менять. Во время линьки голубей полезно класть в воду кусок железа. Вода нужна также голубям и для купания, что полезно им летом через день, а зимой в тёплые дни. Для голубей необходим тоже чистый воздух и дневной свет, а сырость приносит им серьёзный вред.

## Дрессировка
Голубей начинают приучать летать вокруг голубятни после пребывания в ней не менее 3 дней, когда они достигнут около шестинедельного возраста и получат полное оперение; продолжают это около 6 недель, а затем приступают к дрессировке, то есть увозя голубя на некоторое расстояние от гнезда, приучают их возвращаться домой, постепенно увеличивая расстояния.
В первый год не дрессируют голубей на расстояние далее 320 км. Участки дрессировок не надо уменьшать, ибо частая пересылка голубей тревожит их, уменьшает энергию полёта и привязанность к голубятне. При дистанциях менее 100 км делают для отдыха голубей промежутки около дня, а при больших — около 4 дней. Дрессировки записывают в книгу.
Лучшее время для дрессировок — со второй половины апреля по октябрь. Для первых полётов нужна благоприятная погода, а в последствии можно запускать и при неблагоприятной погоде.
Когда голуби будут выдрессированы, то для совершенствования их в полёте и упражнения сообразительных способностей, а также, чтобы сгонять лень, апатию и жир, делающие голубя неспособным к дальним полётам, следует пускать их по разу в месяц на полное расстояние, одного за другим, через известные промежутки времени.
Дрессировки голубей, которые не были парованы, надо избегать, ибо они могут спариться в другом месте; по той же причине не следует выпускать из голубятни тех, которые были там разделены. Голуби, предназначаемые к дрессировкам, отсаживаются в корзины, самцы отдельно от самок, в каждую не более 30 штук.
Ловля голубей в голубятне и отсадка их в корзины для отвозки на ту станцию, с которой они должны возвращаться домой, должна производиться с возможной осторожностью. Ловля днём и хватание их руками отнимает у них охоту возвращаться к родному гнезду. Для ловли голубей днём хорошо применять сетку, но надо предварительно приучить их не пугаться её; в темноте же голуби свободно дают себя брать в руки. С целью поддержания в голубях выносливости и способности к продолжительным полётам надо держать их возможно меньшее время в корзинах, а потому голубей следует перевозить поездами большой скорости. Нужно стараться также, чтобы сопровождал голубей в пути человек, к которому они привыкли. Дрессируемых голубей не выпускают позже 12 часов дня.

## Использование
При расстояниях от 100 до 160 км за час до выпуска голубей бросают в корзину несколько горстей зёрен и дают им пить. Выбор места выпуска голубей имеет большое значение. Оно должно быть возвышенное и открытое; в долине голубь не может сразу ориентироваться, а горы и большие леса пугают его, не дозволяя прямо сняться с места.
Для выпуска голубей отворяют корзину и удаляются, чтобы не пугать их; тогда голуби вылетают и, поднявшись на высоту, описывают в воздухе несколько спиральных кругов, а затем, избрав направление и предположительно ориентируясь по магнитному полю земли, стрелой уносятся вдаль. В каждой стае выделяются два рода голубей: вожаки и попутчики; первые, летя в голове, направляют стаю, а вторые — держатся за ними. С каждой станции пускают лучших голубей поодиночке и прилетевших домой первыми считают вожаками. На лёгкость перелёта имеют влияние свойства местности, потому путь в 320 км по ровной местности голубь проходит скорее, чем в 100 км по местности, изобилующей препятствиями.
С целью развития в голубях способности ориентирования следует их держать по возможности больше на полной свободе, что даёт им возможность присматриваться к своему жилищу в разное время года, особенно зимою, когда снег меняет наружный вид предметов; постоянная свобода нужна также для поддержания их здоровья и развития силы полёта. При полёте голубь держится на высоте от 100 до 150 м и привык ориентироваться с означенной высоты, а потому если желательно сохранить его способности при спуске с большей высоты, то надо его к тому подготовить, иначе он не вернется в свою голубятню.
Пределом расстояния для полёта почтовых голубей считают 1100 км, но некоторые могут отыскать путь к своему гнезду и с большей дистанции. Такое расстояние голубь свободно пролетает не ранее трёхлетнего возраста.

## Породы
Разновидностей почтовых голубей много, но наиболее типичны четыре:
- английский карьер,
- фландрский, или брюссельский,
- антверпенский и
- люттихский.

Первый имеет большую величину, сильное телосложение и клюв, окруженный наростом, имеющим вид кочана цветной капусты; второй имеет наибольшую величину из бельгийских голубей, клюв и шею толстые и короткие, а крылья плотно прижаты к телу; третий имеет клюв длинный и узкий, а шею лебединую; четвёртый отличается малой величиной. Можно упомянуть ещё о скалистом голубе (Columba livia), о голландском тюмлере, но первый редок в Европе, а прочие все уступают по качествам вышепоименованным. Вообще почтовый голубь похож на сизого голубя, но бывает и другого цвета, хотя пёстрые редко попадаются; клюв имеет более толстый, а иногда большие наросты на носу и всегда голые веки, которые бывают довольно широкие; ноги и хвост короткие, а крылья длинные и сильные. Полёт прямой, причём шея вытягивается более, чем у обыкновенного голубя.

## Голубиный спорт
Скорость полёта и память голубей поразительны. Голуби нередко летали из Рима в Брюссель (около 1100 км воздушного направления) через Альпы; нередко достигали скорости 90—100 км в час, на расстоянии около 320 км (Париж — Шательро, 1875). Только полёт горной касатки (358 км в час), ястреба (около 224 км в час) и ласточки (до 119 км в час) поспорит в этом отношении с полётом голубя. О памяти голубей свидетельствует тот факт, что французский голубь, подаренный в 1871 году принцем Фридрихом Карлом его матери, в 1875 году, вырвавшись на свободу, вернулся на свою голубятню в Париж.
Первое частное общество голубиного спорта было учреждено в Бельгии в 1818 году, а к началу XX века в мире их было сотни. В одном Париже с предместьями ныне имелось 18 000 почтовых голубей, из них 8000 дрессированных. В городе Рубе, с населением около 100 000, насчитывалось 15 000 голубей. Во всей Франции было до 100 000 дрессированных голубей; 47 департаментов имели общества любителей почтово-голубиного спорта. В Германии, где было множество таких обществ, в одном их Союзе «Columbia» в 1888 году числилось 178 обществ и 52 240 голубей; также велики были эти цифры и в других государствах. В 1890 году было учреждено первое российское частное общество почтово-голубиного спорта в Киеве.

## В культуре
- Хорошее описание яркой и трудной судьбы почтового голубя и будней голубиной почты конца XIX — начала XX веков дал канадский и американский писатель-анималист Эрнест Сетон-Томпсон в рассказе «Арно»[3].
- Почтовый голубь является одним из символов Рурской области в Германии, как каменный уголь и доменные печи из-за массовости в регионе разведения голубей.[4]